# Kỹ sư thiết kế
Là loại kỹ sư thiết lập, tính toán, vẽ ra nguyên lý, kết cấu, chi tiết các cơ cấu, cụm cơ cấu, máy móc, công trình hay phần mềm thể hiện qua tài liệu thiết kế (bao gồm các bản vẽ, sơ đồ, bảng biểu, lưu đồ) làm cơ sở cho kỹ sư công nghệ lập ra quy trình công nghệ chế tạo ra các sản phẩm phục vụ cho một ngành nào đó. Kỹ sư thiết kế thường được đào tạo tại các trường Đại học Kỹ thuật. Các Kỹ sư thiết kế không những nắm chắc các quá trình và hiện tượng diễn ra trong hệ thống kỹ thuật chuyên ngành mà còn được đào tạo các kiến thức về toán ứng dụng, vật lý kỹ thuật, lập trình và sử dụng phần mềm thiết kế thành thạo. Các kỹ sư thiết kế thường làm việc tại các phòng thiết kế thuộc các viện nghiên cứu thiết kế hoặc nhà máy, xí nghiệp.

## Chủ trì thiết kế ở Việt Nam
Trong các thiết kế chuyên ngành ở Việt Nam, muốn đứng đầu ký tên tác giả các đồ án thiết kế theo quy định của pháp luật, người chủ trì thiết kế phải có chứng chỉ hành nghề thiết kế chuyên ngành do cơ quan quản lý nhà nước cấp dựa vào thâm niên công tác và số công trình tham gia thực hiện nhất định tùy theo ngành.

## Kỹ sư thiết kế ở Việt Nam trong các chuyên ngành
- kỹ sư thiết kế giao thông, tốt nghiệp ngành giao thông cầu đường, chuyên thiết kế cầu đường.
- kỹ sư xây dựng dân dụng, chuyên thiết kế kết cấu nhà ở, văn phòng, bệnh viện, trường học, nhà công nghiệp, tốt nghiệp ở ngành xây dựng dân dụng.
- kỹ sư công trình cảng biển.
- kỹ sư công trình thủy lợi.
- kỹ sư thủy điện.
- kỹ sư cơ khí chế tạo máy.
- kỹ sư điện hệ thống hoặc thiết bị điện.
- kỹ sư địa chất.
- kỹ sư trắc đạc địa chính.
- kỹ sư hàng không.
- kỹ sư điện tử, tin học.
- kỹ sư thiết kế trang thiết bị quân sự và vũ khí.
- kỹ sư thiết kế máy bay, tên lửa, tàu vũ trụ
- kỹ sư đóng tàu
- kỹ sư thiết kế hệ thống thông tin
- kỹ sư thiết kế cơ điện tử